# Święci Krzysztof, Hieronim i Ludwik
Święty Krzysztof, Hieronim i Ludwik – obraz ołtarzowy włoskiego malarza Giovanniego Belliniego.

## Opis obrazu
Obraz powstał dla kościoła San Giovanni Grisostomo w Wenecji. Został stworzony na wzór Sacra Conversazione, choć w miejsce Madonny z Dzieciątkiem, Bellini przedstawił Świętego Hieronima siedzącego na skalnym pagórku. Pustelnik pogrążony jest w lekturze świętych ksiąg. U dołu, za balustradą, stoją dwaj święci: Święty Krzysztof z lewej strony i Święty Ludwik z prawej. Święty Krzysztof został przedstawiony tradycyjnie z dzieckiem na barkach. Według legendy miał to być mały Jezus, którego przenosił przez rzekę. Dziecko jest niespokojne, lekko odchylone do tyłu. Krzysztof uspokajająco kieruje wzrok ku górze. Postać w biskupiej szacie na podstawie tekstu umieszczonej na okładce książki De civitate Dei została pierwotnie zidentyfikowana jako Święty Augustyn. Obecność insygniów lilii na płaszczu, symbolizujących ród z Anjou, oraz brak tradycyjnych atrybutów Augustyna, wskazuje na biskupa Ludwika z Tuluzy (fr. Louis d'Anjou).

## Interpretacje
Obraz ma wiele podobieństw do dzieła Sebastiana del Piombo Święty Jan Chryzostom pośród św. Katarzyny, Magdaleny, Łucji oraz św. Jana Ewangelisty, Jana Chrzciciela i Teodora, znajdującego się w tym samym kościele. Oba były wzorowane na stylu Giorgiona. Postacie są zupełnie nieobecne, brak tu więzi z otaczającym ich światem. Mają na sobie ciężkie barwne szaty. Nad św. Hieronimem rozciąga się rozległy surowy krajobraz, który bardzo wyraźnie wpływa na nastrój odosobnienia postaci oraz tchnie spokojem, który przenosi się na widza. Przedstawienie akurat tych trzech świętych wiąże się z filozofią neoplatońską: Ludwik ma symbolizować życie duchowe i liturgię, Krzysztof nauczanie a Hieronim, umieszczony najwyżej, sam szczyt życia wewnętrznego. Łuk nad sceną symbolizuje Kościół. Widać na nim grecki tekst Psalmu 14.